# 保罗·杜卡斯
保罗·亞伯蘭·杜卡斯（法語：Paul Abraham Dukas，1865年10月1日—1935年5月17日），法国作曲家。
杜卡斯1882年便获得罗马大奖二等奖。他的早年创作风格深受瓦格纳影响，以配器色彩丰富见称。他的出道作，即交響詩《波利耶克特》於1892年1月23日首演，繼而以1897年的《魔法师的弟子》一举成名。这部管弦乐曲日后由于成为迪士尼经典动画片《幻想曲》的核心片断而变得十分著名。他的作品数量不多，但精品比例很大，其中包括芭蕾《仙女》和歌剧《阿里安娜与蓝胡子》。
杜卡斯1888年毕业于巴黎音乐学院；1910年－1913年、1928年－1935年两度任该院作曲教授，他的学生中包括了大量的著名作曲家。其中有西班牙盲人作曲家华金·罗德里戈，20世纪最重要的作曲家之一梅西安，以及中国作曲家冼星海。